# Tawrosz piaskowy
Tawrosz piaskowy, tawrosz (Carcharias taurus) – gatunek ryby chrzęstnoszkieletowej z rodziny tawroszowatych (Carchariidae).

## Występowanie
Występuje w cieplejszych wodach Oceanu Indyjskiego, Spokojnego oraz Atlantyckiego, szczególnie preferuje strefę subtropikalną.
Żyje przy dnie, zwykle nad piaszczystym dnem, najczęściej do głębokości 70 m, jednak można go spotkać na głębokości do 190 metrów.

## Cechy morfologiczne
Osiąga od 50 do 300 kg oraz do 6 metrów długości, jednak średnio jest to jest około 95-110kg oraz 3,6m.
Ciało wrzecionowate wydłużone, krępe, głowa nieco spłaszczona. Oczy małe owalne bez przesłony migawkowej. Uzębienie w obu szczękach w postaci wąskolancetowatych zębów o gładkim brzegu. Płetwa grzbietowa podwójna, obie części takiej samej wielkości. Płetwy piersiowe długie, mocne. Górny płat płetwy ogonowej sierpowaty.
Grzbiet ciemnoszary, szarobrązowy lub brązowawy z ciemniejszymi nieregularnie rozmieszczonymi plamami, także na bokach. Strona brzuszna jasnoszara, wyraźnie oddzielona od ciemniej zabarwionego grzbietu.

## Odżywianie
Żywi się głównie rybami i głowonogami, także skorupiakami.

## Rozród
Ryba żyworodna, zapłodniona samica wędruje na poród do najbliżej położonej umiarkowanie ciepłej strefy. Z miotu przeżywa tylko jeden  najsilniejszy osobnik, pozostałe są zjadane jeszcze przed porodem, jest to przykład kanibalizmu prenatalnego. Młode rodzi się w zimie po ciąży trwającej 8–9 miesięcy i w momencie urodzenia mierzy od 95 do 120 cm długości.